# 만화책

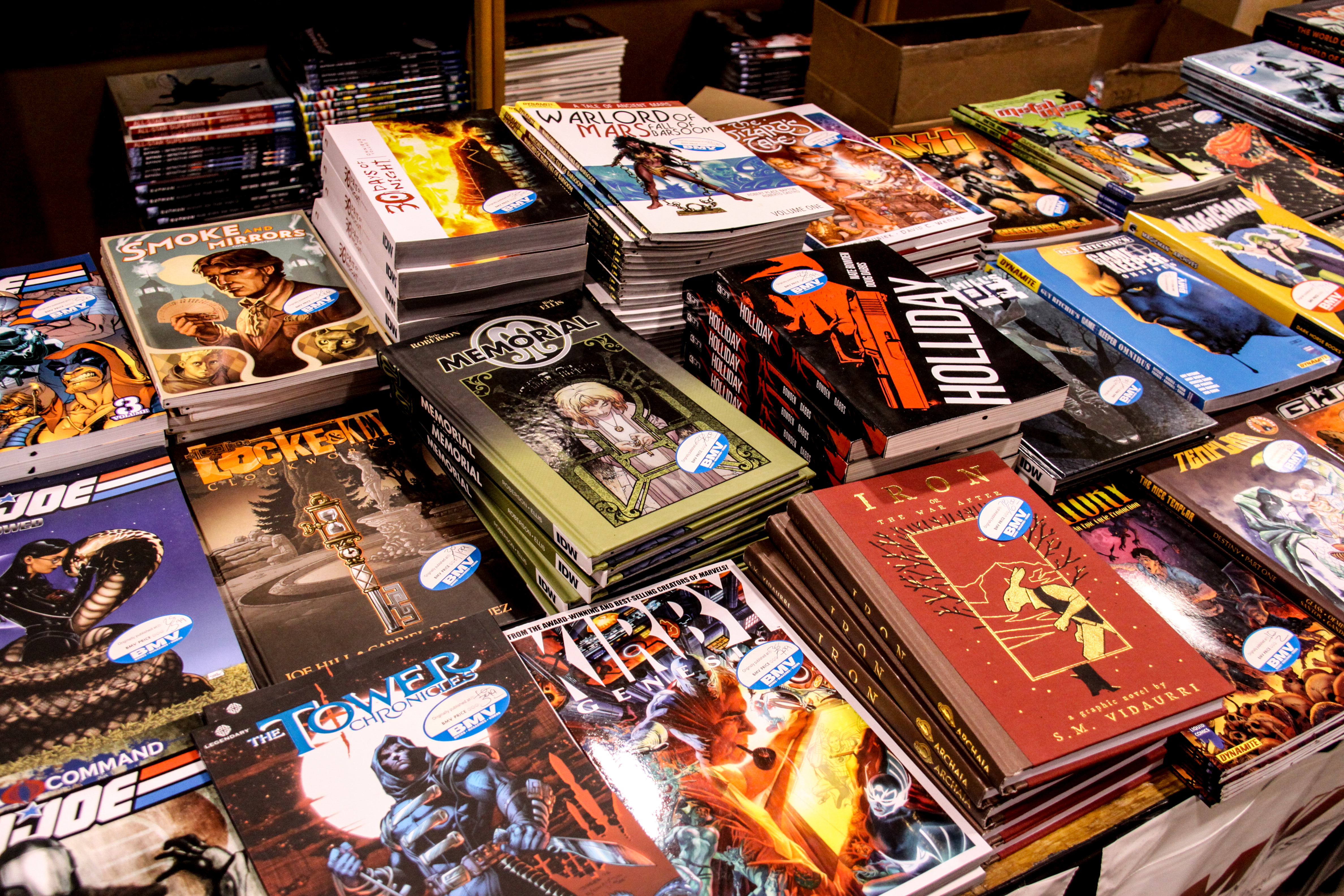
2013년 팬 엑스포 캐나다에서의 만화책

만화책(漫畵冊)은 만화를 책으로 출판한 것이다

## 나라별 만화책

### 미국
1942년 발행된 《The Adventures of Obadiah Oldbuck》이 최초의 미국 만화책으로 여겨지고 있다.

### 일본
일본에서 대략 100만여권 보유하고 있으며, 높은 독자층을 호평받고 있다.

### 대한민국
현재는 3~4만여권 보유되고 있으나, 1960년대부터 2000년대까지 대중화를 늘어났다가 2010년대 이후에 종이책 수요가 많이 급감되었고, 웹툰과 전자책 영향으로 늘어나는 추세다.